# 巴盟乌北林场
巴盟乌北林场是中国内蒙古自治区巴彦淖尔市乌拉特中旗下辖的一个类似乡级单位。

## 行政区划
巴盟乌北林场共辖以下地区：
虚拟的乌北林场。